# 장필리프 파트리스
장필리프 파트리스(프랑스어: Jean-Philippe Patrice, 1997년 3월 12일~)는 프랑스의 펜싱 선수로 주 종목은 사브르이다. 그는 2024년 하계 올림픽에서 남자 단체전 동메달을 획득했다.

## 개인사
동생인 세바스티앵 파트리스도 펜싱 선수이다.